# 마크 이턴
마크 이턴(Mark Eaton, 1957년 1월 24일 ~ 2021년 5월 28일)은 미국의 전 프로 농구 선수로 1982년부터 1993년까지 유타 재즈를 위하여 활약하면서 1회의 NBA 올스타전 (1989년)에 선발되었고, 2회의 "NBA 올해의 방어적 선수" 상 (1985년, 1989년)을 수상하였다. 공격적으로 제한되었어도 이턴의 7 피트 4 인치 (2.24m) 신장은 그를 NBA 역사상 최고의 방어적 센터들 중의 하나가 되는 도움을 주었다. 이턴은 한 시즌에 가장 많은 블록 (456)과 함께 한 경기에 경력 평균 블록 슛 (3.50)을 위한 NBA 기록을 보유하고 있다.

## 어린 시절과 경력
이턴은 캘리포니아주 잉글우드에서 태어나 남가주에서 자라왔다. 자신의 신장에 불구하고, 청소년으로서 그는 농구보다 수구를 하는 데 더욱 흥미를 가졌다. 웨스트민스터 고등학교를 졸업한 후, 이턴은 피닉스에 있는 애리조나 자동차 전문 학교에서 수학하고, 정비사로서 졸업하였다. 그는 대략 3년간 자동차 정비공으로 일하다가 1977년 4월 애너하임에서 자동차를 고치는 동안 톰 루빈에 의하여 결국적으로 발견되었다. 화학 교수인 루빈은 사이프레스 칼리지에서 농구 팀 수석 코치였으며 그의 격려는 이턴을 칼리지에 입학하여 농구 팀을 위하여 나가는 데 이끌었다. 이턴은 완고한 주니어 칼리지 해를 개발하였다. 사이프레스 칼리지에서 2개의 시즌에 그는 한 경기에 14.3 포인트를 평균하여 2학년생으로서 팀을 캘리포니아 주립 타이틀로 이끌었다.
사이프레스 자신의 신입생 해 이후, 그는 5번째 라운드에서 선택과 함께 1979년 NBA 드래프트에서 피닉스 선스에 의하여 드래프트되었다. 그는 그해 고등학교에서 이미 4년 동안 나왔기 때문에 드래프트되는 데 적격이었다. 하지만, 그는 대학 농구로 돌아가는 데 선택하였다.
1980년 이턴은 캘리포니아 대학교 로스앤젤레스로 옮겼으나 브루인스와 자신의 2개 시즌에서 많은 활동을 보지 않았다. 자신의 시니어 시즌에 그는 총 42분 만을 활약하여 11개의 경기에서 1.3 포인트와 2.0 리바운드를 평균하였다. 이턴은 시초에 디비전 1 대학 선수로서 효과적으로 활약하는 데 자신의 무능과 함께 실망하였다. NBA로부터 자신의 은퇴 후, 자주 UCLA 연습들에 참석한 윌트 체임벌린은 이턴이 좌절하는 것을 보고, 한 경우에 개인적으로 바스켓 아래로 데려가 바스켓을 보호하고 리바운드를 얻어 득점에서 더 작고 빠른 선수들과 맞붙는 데 시도보다 더 빠른 가드들에게 공을 패스하는 것에 전념하는 데 이턴이 필요하다고 설명하였다. 이턴은 자신의 농구 경력에서 반향 전황 지점으로서 체임벌린의 조언을 인용하였다.

## 프로 경력
UCLA에서 부족한 경기 시간 때문에 이턴이 그의 대학 경력을 끝낸 후 몇몇의 NBA 팀들은 그에게 흥미를 가졌다. 하지만, 유타 재즈는 그르 가능성 있게 지배적인 디펜더로 보았고, 1982년 NBA 드래프트의 5번째 라운드에서 72위의 선택과 함께 그를 선발하였다. 재즈의 감독 프랭크 레이던은 후에 레드 아워바크의 옛 경언 "넌 신장을 가르칠 수 없다."를 인용하며 자신의 선택을 설명하려고 했다. 자신의 루키 시즌에 이턴은 즉시의 영향력을 만들었다. 그해 초순에 그는 재즈의 출발 센터로서 대니 샤예스를 대체하고, 81개의 경기에서 275애의 블록 슛 (프랜차이즈 기록)과 함께 시즌을 끝냈다. 한 경기에 그의 3.40 블록은 애틀랜타 호크스의 트리 롤린스와 샌디에이고 클리퍼스의 빌 월턴의 뒤로 NBA에서 3위에 들어왔다.
이턴은 재즈와 함께 자신의 2번째 시즌에서 지속적으로 향상시켰다. 82개의 경기에서 그는 팀을 이끄는 595개의 리바운드를 쥐어잡고, 351개의 슛을 블록 (자신의 프랜차이즈 기록을 깸)하였다. 한 경기에 그의 4.28 블록은 롤린스를 앞서 NBA를 이끌었다. 이턴의 강한 방어는 재즈가 자신들의 처음이자 마지막 플레이오프 출연을 이루는 도움을 주었다. 부수적으로 1983년 ~ 84년 시즌 동안 그가 블록하는 데 실패한 하나의 슛은 카림 압둘 자바에게 그의 31,241번째 포인트와 NBA 사상 득점 기록을 준 스카이훅이었다.
이턴의 3번째 시즌 (1984년 ~ 85년)은 눈부시었다. 그는 456개의 슛을 블록하여 로스앤젤레스 레이커스를 위하여 393개의 슛을 블록한 엘모어 스미스에 의하여 1973년 ~ 74년 시즌 동안 세워전 싱글 시즌에서 가장 많이 블록된 슛을 위한 NBA 기록을 깼다. 이턴은 리그의 2위 블록 선수 (휴스턴 로키츠의 하킴 올라주원은 한 경기에 2.68 블록)의 두배인 한 경기에 5.56 블록을 평균하였다. 추가로 이턴은 한 경기에 11.3 리바운드를 평균하여 그 분류에서 자신을 리그에 5위로 들게 하였다. 자신의 노력들로 그는 NBA 올디펜시브 퍼스트 팀으로 임명되었고, NBA "올해의 방어적 선수"로서 영예를 얻었다. 1985년 4월 26일 이턴은 8 포인트를 득점하였으나 로키츠에서 96 대 94로 패한 경기에서 플레이오프 경력 최고의 10 블록을 기록하였다. 플레이오프 경기에서 10개의 슛을 블록하는 데 그 이래 올라주원과 앤드루 바이넘이 그 단 둘의 선수이다.
그가 의미있는 공격적 공헌 선수가 아니었어도 재즈는 그의 슛 블로킹, 리바운드와 이따금씩의 발끝 덩크들을 위하여 이턴에 거대하게 의지하였다. 수퍼스타들 칼 멀론과 존 스톡턴의 출현과 함께 재즈는 NBA에서 최고 팀들 중의 하나가 되었다. 이턴의 숨막힐 듯한 방어는 재즈의 성공에서 주요적 요인이었다. 그는 블록 슛에서 NBA의 지도적 선수들 중 랭킹에 지속적으로 들어왔고, 1986년 ~ 87년과 1987년 ~ 88년 시즌에 리그를 이끌었다. 1988년 ~ 98년 시즌에 그는 한 경기에 10.3 리바운드 (NBA에서 7위)와 3.84 블록 (골든스테이트 워리어스의 마누트 볼의 뒤로 2위)을 평균하였다. 그는 자신의 경력에 2번째로 NBA "올해의 방어적 선수"로 임명되었고, 또한 3번째로 NBA 올디펜시브 퍼스트 팀으로 임명되기도 하였다. 추가로 그는 1989년 NBA 올스타전에 나가는 데 선택되어 서부 컨퍼런스 팀에 동료 선수들 멀론과 스톡턴에 가입하였다.
재즈와 자신의 몇년에 이턴은 무릎과 등의 부상들에 의하여 느려졌다. 그는 인성적인 방어적 존재를 유지하였으나 그의 리바운드와 슛 블록 능력들은 서서히 쇠퇴하였다. 자신의 마지막 시즌 (1992년 ~ 93년)에 그는 64개 만의 경기들에 나와 한 경기에 겨우 17.3 분을 평균하였다.

## 영예
이턴의 전체 NBA 경력은 유타 재즈와 함께 보내졌다. 875개의 경기에서 그는 5,216 포인트를 득점하고, 6,939개의 리바운드를 쥐어 잡았으며 3,064개의 슛을 블록하였다. 그는 은퇴 당시 압둘 자바의 총 3,189개의 경력 블록 슛의 뒤로 밀려 총계의 블록 슛에서 리그 역사상 2위에 들어왔다. 이턴의 875개에 압둘 자바는 1,560개의 경기를 활약하였다. 이턴은 현재 3.50의 경력 평균과 함께 한 경기에 블록에서 NBA 사상 지도력있는 선수이다.
팀에 그의 공헌들을 영예하는 데 유타 재즈는 1995년 ~ 96년 정규 시즌 동안 이턴의 등번호 53을 영구 결번시켰다. 2010년 이턴은 유타주 스포츠 명예의 전당으로 헌액되었다.

## 은퇴
은퇴 이래 이턴은 솔트레이크시티에서 KJZZ-TV를 위하여 일하였으며, 유타 재즈와 유타 대학교의 농구 경기들의 텔레비전 중계 방송을 위하여 해설과 분석을 마련하였다.
이턴은 "Tuscany"라 불리는 솔트레이크시티 지역 레스토랑의 파트너였다.
1997년부터 2007년까지 미국 농구 은퇴 선수 협회의 회장이자 위원이었다.
그는 유타주에서 위험에 놓인 어린이들에게 스포츠와 야외 활동들을 마련한 마크 이턴 청소년 준비 기구를 설립하고, 그 의장을 지냈다. 그는 동기 부여 연설자였다.
2013년 슬램 덩크 컨테스트에서 재즈의 선수 제러미 에번스는 덩크 슛을 쏘는 데 앉아있던 이턴을 넘어 뛰어올랐다.
2014년 스번 나터르와 총감독 돈 존슨과 더불어 이턴은 자신의 모교 웨스트민스터 고등학교와 사이프레스 칼리지에서 자신의 고교팀 농구복을 회수하였다.

## 사망
2021년 5월 28일 유타주 파크시티에서 64세의 나이에 자전거 사고로 사망하였다.